# Manuszkino (stacja kolejowa)
Manuszkino (ros. Манушкино) – stacja kolejowa w miejscowości Manuszkino, w rejonie wsiewołożskim, w obwodzie leningradzkim, w Rosji. Położona jest na linii z petersburskiego Dworca Ładoskiego do Gor.
Od stacji odchodzi bocznica do bazy wagonów pasażerskich.